# Adèle d'Osmond
Adélaïde Charlotte Louise Éléonore (Adèle) d'Osmond, känd som Madame de Boigne, född 1781, död 1866, var en fransk grevinna, memoarskribent och salongsvärd. Hon är känd för sina memoarer, som beskriver hennes liv från hennes barndom under franska revolutionen till julimonarkin.

## Biografi
Adèle d'Osmond, som var dotter till officeren markis René Eustache d'Osmond (1751–1838) och Eléanore Dillon (1753–1831), växte upp vid det franska hovet, då hennes mor var hovdam hos prinsessan Adélaïde. Familjen lämnade Frankrike 1790 efter utbrottet av franska revolutionen. De levde sedan under ansträngda ekonomiska omständigheter i först Italien och sedan England.
Adèle d'Osmond gifte sig 1798 av ekonomiska skäl med den rike generalen greve Benoît de Boigne (1751–1830) men separerade från honom 1802. Hon och hennes föräldrar återvände till Frankrike 1804 och hon blev sedan medlem av den franska rojalistiska societeten i Paris. Efter den Bourbonska restaurationen 1814, och särskilt under julimonarkin, var hon en inflytelserik huvudperson i den parisiska societeten; hon var personlig vän med drottningen och hade en berömd litterär salong, som fungerade som en mötesplats för politiker och konstvärlden.
Privat levde hon länge tillsammans med sin älskare Étienne-Denis Pasquier.

## Memoarer
Adèle d'Osmonds memoarer beskriver hennes liv från hennes barndom vid hovet i Versailles fram till julimonarkin 1835, då hon författade dem. De utgavs i nedkortad version 1907 och komplett 1921.